# Robb Cullen
Pour les articles homonymes, voir Cullen.
Robb Cullen, né le 22 juin 1970 à Philadelphie, en Pennsylvanie, est un scénariste, un acteur et un producteur de cinéma et de télévision. Il travaille habituellement avec son frère, Mark Cullen.
Robb, avec son frère Mark, a créé plusieurs séries télévisées : Hitz pour UPN, Lucky pour FX, Gary The Rat pour Spike TV et Heist pour la NBC,,. Les frères Cullen ont co-créé et produit Back in the Game sur ABC. Ils ont également écrit et produit des "pilots" pour Fox, NBC, ABC, HBO et Showtime.
Cullen a été nommé pour un Primetime Emmy en 2003 pour l'épisode Lucky,.
Les frères Cullen ont écrit le scénario pour le film de 2010 de Kevin Smith : Top Cops, avec comme acteurs Bruce Willis, Tracy Morgan, Seann William Scott, Adam Brody et Kevin Pollak.

## Filmographie
- 2010 : Top Cops (scénario)
- 2017 : L.A. Rush (Once Upon a Time in Venice) (réalisateur, producteur, scénariste)